# John Leach (cầu thủ bóng đá)
John Ralph Leach (12 tháng 5 năm 1866 - 1931) là một cầu thủ bóng đá người Anh thi đấu ở Football League cho Darwen.